# 秋山多吉郎
秋山 多吉郎（あきやま たきちろう、1845年9月30日〈弘化2年8月29日〉 - 1934年〈昭和9年〉2月2日）は、日本の武士、剣術家、柔術家。流派は鏡新明智流剣術、真道弥生流柔術、天神真楊流柔術。称号は大日本武徳会剣道範士、柔道教士。旧姓は桃井。

## 経歴

### 生い立ち
徳島藩士・桃井直則の長男として、阿波国（後の徳島県徳島市）古物町に生まれる。桃井直則は、桃井春蔵の親戚であるといわれる。
1851年（嘉永3年）、両親とともに大坂に出て、11歳から徳島藩士の津山勝馬に北辰一刀流剣術を2年間学ぶ。津山の帰藩により、鹿島流を開いた笠間浪人・島男也に剣術を学ぶ。この他、柳田三二郎(稲田佐太郎)に真道弥生流柔術を学び、免許皆伝を受ける。
1864年（元治元年）、大坂玉造講武所で坂部大作に鏡新明智流剣術を学ぶ。また、亀井辰之助に天神真楊流柔術を学び、免許皆伝を受ける。

### 幕末期
1865年（慶応元年）、江戸に出て、鏡新明智流の道場・士学館に入門。同門の上田馬之助が新両替町（銀座）の料亭で天童藩の武士2人を斬った事件の際は、付近で高山峰三郎と夕餉の買い物をしていた。現場は新徴組に封鎖されたが、士学館に通う顔見知りの隊員から上田の無事を伝えられたため、桃井に事件を報告した。
1867年（慶応3年）、幕府軍の遊撃隊頭取並であった桃井春蔵が、大坂城での軍議で戊辰戦争開戦に反対し、幕府軍を離脱。開戦派の幕府軍人に命を狙われる事態となったため、多吉郎は桃井を警護しながら、大雪の夜、大和川堤を五里ほど歩き、南河内の幸雲院という寺まで落ち延びた。
1868年（慶応4年）、戊辰戦争の緒戦鳥羽・伏見の戦いで幕府軍は敗れ、京坂は官軍に占領された。官軍は大坂の治安維持のため、大坂定番の与力・同心を中心に府兵2小隊80名に再編した。桃井は官軍に呼び出され、この府兵の監軍と撃剣師範に任じられ、多吉郎も府兵に入隊した。この府兵は浪花隊（浪華隊）と呼ばれ、実質的に桃井が指揮した。この頃、桃井は北桃谷町（現大阪市中央区）に士学館を再興し、多吉郎は師範代兼塾頭に任ぜられた。
1870年（明治3年）、浪花隊が解散したこの年、鏡新明智流免許を得て、徳島に帰藩。藩の剣道助教・軍事掛に就任する。

### 明治維新後
廃藩置県後、再び上阪。1874年（明治7年）9月4日、妻子をともない西区南堀江上通の藍玉商家秋山庄兵衛と養子縁組し、秋山姓に改姓。撃剣・柔術道場「学習館」を開き、門人500余名を擁した。武者修行中の香川善治郎（後の無刀流第2代）や高橋赳太郎（無外流・津田一伝流）も滞在している。
この頃、大阪府下で強盗が多発し、多吉郎は門人ら撃剣家を集め警備組織秋山社（秋山組）を結成。西区役所に届け出て巡邏を始め、犯人の逮捕に活躍する。明治10年代の大阪の撃剣道場は街の警備力となり、学習館はその最大のものであった。

### 晩年
1916年（大正5年）、大日本武徳会から剣道範士号を授与された。1928年（昭和3年）には柔道教士号を授与された。1929年（昭和4年）には柔道範士号授与が内定したが、なぜか固辞して受けなかったという。
1934年（昭和9年）2月2日、死去。90歳の天寿であった。孫の秋山英武も剣道を修行し、全日本剣道連盟から範士八段を授与されている。